# Maria Dolors Cortey de Ribot
Maria Dolors Cortey de Ribot (Barcelona, 19 de setembre de 1929 − Palma, 3 d'abril de 1997) va ser de professió traductora i folklorista catalana.
Cursà estudis de Filosofia i lletres, Belles arts, Biblioteconomia i Traducció. Col·laboracions habituals en mitjans de comunicació, i en revistes científiques i culturals: Pandrassou, Escalabuix, Mai no Morirem, Marie-Claire, Lluc i El Mirall.

## Premis literaris
- Premi "La Colla" de Cassà de la Selva 1968: L'hereu Frigola
- Canigó de prosa de Perpinyà, 1980: Recull de llegendes
- Copa del Felibrig, 1984: Recull de fets històrics
- Majoral Lech-Walter als Jocs Florals de la Ginesta d'Or de Perpinyà, 1988: L'arc de Sant Martí
- Ciutat de Figueres, 1976: Com un frec de vellut a la galta
- Víctor Català de poesia, 1977: Vol 326
- Medalla d'Or als Jocs Florals de la Ginesta d'Or de Perpinyà: Avui, ahir i abans-d'ahir
- DUPLICAT DE PREMI PER AL MATEIX AUTOR: Sitis de Girona
- Born de novel·la, 1977: Dora i la nit
- Ciutat d'Olot-Marià Vayreda de narrativa, 1976: Dol sense negre
- Medalla d'Honor als Jocs Florals de Tuïr, 1977: Tres i molts
- Ciutat d'Olot de contes infantils, 1979: Memòries d'en Nitus Resmés, gat de teulada

## Llibres publicats
Investigació i divulgació
- Elogi de la bibliofília. Palma: Moll (1974)
- Problemàtica de l'idioma a Mallorca. Palma: Moll (1972)

Narrativa
- Llegendes de la nostra història. Barcelona: Abadia de Montserrat (1989)
- L'hereu Frigola. Barcelona: G. Duch (1979)
- Les nostres llegendes. Olot: Aubert (1981)
- Llegendes de les nostres terres. Barcelona: Abadia de Montserrat (1981)
- Memòries d'en Nitus Resmés, gat de teulada. Olot: Aubert (1979) [Infantil]
- Contes d'arreu del món. Barcelona: Grijalbo (1988)

Novel·la
- Dol sense negre. Olot: Aubert (1976)
- En gris i rosa. Barcelona: Club Editor (1972)

Poesia
- Tres i molts. Barcelona: Muntaner (1977)